# بيرسيوس المقدوني
آخر ملوك مملكة مقدونيا القديمة حكم بين عامي 179 - 168 قبل الميلاد خاض ثالث الحروب المقدونية مع روما.
ولد تقريبا عام 212 قبل الميلاد وخلف أباه فيليب الخامس ملك مقدونيا والذي خلفه بعد مماته عام 179 وكان قبلها قد دبر مقتل أخيه ديميتريوس ووسع نفوذه إلى تراقيا وإليريا وحاول أن يسيطر على اليونان فبنى علاقات جيدة مع رودس وشجع الثورة في أيتوليا وثيساليا وبدأ يظهر كتهديد عندما زار دلفي بجيشه فقام يومينس الثالث ملك بيرغاموم بتنبيه روما لهذا.
نجاحه وغروره بدأ الحرب المقدونية الثالثة (171 - 168) مع روما فقد دعم غيتيوس ملك إليريا ثم تعرض لهزيمة قاسية في معركة بيدنا أمام قوات لوكيوس أيميليوس باولوس ومات بعد ثلاث سنوات أسيرا.